# Alexander J. Dessler
Alexander J. Dessler, född 21 oktober 1928 i San Francisco, Kalifornien, död 9 april 2023 i Bryan, Texas, var en amerikansk astronom och rymdfysiker. Han var professor emeritus i astronomi vid University of Arizona och känd för att ha skapat termen heliosfär och för att ha grundat den första rymdvetenskapliga avdelningen i USA. Han var sedan 1996 utländsk ledamot av svenska Vetenskapsakademien.

## Biografi
Dessler tog kandidatexamen i fysik vid California Institute of Technology 1952 och doktorsexamen i fysik vid Duke University 1956. Hans doktorsavhandling var "The amplitude dependence of the velocity of second sound" skriven under handledning av William M. Fairbank.
Dessler och hans hustru Lorraine fick fyra barn, däribland Texas A & M atmosfärforskare Andrew Dessler. 

## Karriär och vetenskapligt arbete
Dessler började sin karriär på Lockheed Missiles and Space Company. År 1963, när han arbetade på Southwest Center for Advanced Studies, nu University of Texas, Dallas, rekryterades han av Kenneth S. Pitzer universitspresident på Rice University, för att grunda världens första universitetsavdelning för "rymdvetenskap", som ett svar på president John F. Kennedys anförande om resa till månen, som gavs på Rice den 12 september 1962. Institutionen var den första verkligt tvärvetenskapliga institutionen vid universitetet och sammanförde astronomi, atmosfärsvetenskap, rymdfysik, planetarisk vetenskap, atom- och molekylärfysik.
Han är nu (2021) professor emeritus i rymdfysik och astronomi vid Rice University, och var verksam där från 1963 till 1992. Hans forskningsområden är magnetosfärisk fysik, planetariska magnetosfärer, främst av Jupiter, och planetarisk vetenskap. Han var grundare av institutionen för rymdvetenskap vid Rice University, senare känd som Institutionen för rymdfysik och astronomi. Dessler tjänstgjorde tre mandatperioder som chef för institutionen och gick i pension 1992. Under den tiden, från 1982 till 1986, var han chef för Space Science Laboratory vid NASA:s Marshall Space Flight Center.
I hans pedagogiska innovationer ingick från och med 1970  användningen av Kellermetoden med utredningsbaserad instruktion gjord i egen takt, vilket bidrog till att uppmuntra kvinnor och minoriteter inom vetenskapen.
År 1993 blev Dessler senior forskare vid Lunar and Planetary Laboratory, University of Arizona, fram till 2007. Han är nu (2021) pensionerad och adjungerad professor i rymdfysik vid Texas A&M University.
Vid symposiet Possible Relationships Between Solar Activity and Meteorological Phenomena, Goddard Space Flight Center, 7–8 november 1973, lade Charles Greely Abbots livslånga arbete med solaktivitet grunden för forskning som en möjlig drivkraft för jordens väder. När Dessler tog upp ämnet kommenterade han att all ökad energi som tas emot i jordens troposfär på grund av ökad solaktivitet är försumbar, och att korrelationer ensam inte etablerar orsakssamband. De utmaningar som forskare med komplexa system som planetens väder står inför kräver att man hittar en kopplingsmekanism. Han föreslog att fortsätta söka fysiska mekanismer.